# Rāmantali
Rāmantali är en ort i Indien.   Den ligger i distriktet Kannur och delstaten Kerala, i den södra delen av landet, 1 900 km söder om huvudstaden New Delhi. Rāmantali ligger 17 meter över havet och antalet invånare är 21 937.
Terrängen runt Rāmantali är platt åt nordost, men åt sydost är den kuperad. Havet är nära Rāmantali åt sydväst. Runt Rāmantali är det mycket tätbefolkat, med 1 886 invånare per kvadratkilometer. Närmaste större samhälle är Payyannūr, 4,7 km norr om Rāmantali. Trakten runt Rāmantali består till största delen av jordbruksmark.